# 石川県道181号内尾口直海線
石川県道181号内尾口直海線（いしかわけんどう181ごう うつおくちのみせん）は、石川県白山市内を通る一般県道（石川県道）である。

## 路線概要
- 起点：石川県白山市河内町内尾ロ18番2地先（＝河内千丈温泉・金沢セイモアスキー場前）
- 終点：石川県白山市河内町口直海イ88番地先（＝河内支所前交差点・国道157号交点）

起点は、河内千丈温泉や金沢セイモアスキー場前の白山市河内町内尾（うつお）。起点より、白山市河内町（旧河内村）北部を流れる直海谷（のみだに）川沿いの集落を結ぶように北西に進み、終点に至る。終点付近には、白山市役所河内支所（旧河内村役場）や，白山市立河内小・中学校があり、同地区の公共施設が集中している。

## 歴史
- 明治時代に整備された直海谷道路が元になっている。
- 1960年（昭和35年）10月15日：路線認定。
- 1974年（昭和49年）：手取川第三ダム建設に伴って水没するにあたり、一部路線を付け替え。
- 1979年（昭和54年）から1987年（昭和62年）：拡幅などの改良工事を行う。

## 通過する自治体
- 石川県
  - 白山市

## 接続する道路
- 国道157号（白山市河内町口直海・河内支所前交差点：終点）

## 周辺施設
- 手取川
- 直海谷川
- 河内千丈温泉ふるさと保養センター 清流
- 金沢セイモアスキー場
- 北陸電力 手取川第二発電所
- 手取川第三ダム
- 白山市立河内小中学校
- 白山市河内支所
- 河内公民館
- 河内郵便局
- 北陸電力 福岡第一発電所：国登録有形文化財